# Bidens mannii
Espèce
Synonymes
- Bidens mannii T.G.J.Rayner T.G.J.Rayner (préféré par UICN)[2]
- Coreopsis monticola (Hook.f.) Oliv. & Hiern.[2]
- Coreopsis monticola (Hook.f.) Oliv. & Hiern[1]
- Verbesina monticola Hook.f.[1]

Statut de conservation UICN

 VU B2ab(iii) : Vulnérable
Bidens mannii T.G.J.Rayner est une espèce de plantes à fleurs du genre Bidens de la famille des Asteraceae, endémique du Cameroun.

## Étymologie
Son épithète spécifique mannii rend hommage au botaniste allemand Gustav Mann.

## Description
C'est une grande herbe robuste pouvant atteindre 2 m de hauteur. Ses fleurs sont jaunes.

## Habitat et distribution
L’espèce est endémique du Cameroun. On l'y retrouve sur sept sites, le mont Cameroun – où elle est abondante, commune, en sécurité, sur les anciennes coulées de lave –, le mont Manengouba, le mont Koupé, les monts Bamboutos, le lac Aweng, le mont Santa, le mont Oku. Cependant elle apparaît rare et précaire ailleurs. Elle se développe dans les prairies, près de la forêt, le plus souvent dans les sites bien drainés de 1 000 à 2 000 m d'altitude. Pour l'UICN, c'est une espèce vulnérable, en décroissance, menacée par l'agriculture sur brûlis et la déforestation liée à l'extension des cultures.